# تخدير العصب السنخي السفلي
كتلة العصب السنخي السفلي (وتسمى أيضًا تخدير العصب السنخي السفلي أو إحصار سني سفلي) هي تقنية إحصار عصبي تستحث التخدير (التنميل) في مناطق الفم والوجه التي يعصبها أحد الأعصاب السنخية السفلية المقترنة على الجانب الأيسر والأيمن. هذه المناطق هي الجلد والأغشية المخاطية للشفة السفلية وجلد الذقن والأسنان السفلية واللثة الشفوية للأسنان الأمامية، وكلها من جانب واحد إلى خط الوسط من الجانب الذي يتم وضع الكتلة فيه. ومع ذلك، اعتمادًا على التقنية، قد لا يتم تخدير العصب الشدقي الطويل بواسطة كتلة العصب السنخي السفلي، وبالتالي فإن منطقة اللثة الشدقية المجاورة للأسنان الخلفية السفلية ستحتفظ بالإحساس الطبيعي ما لم يتم تخدير هذا العصب بشكل منفصل، عبر كتلة عصبية شدقية (طويلة). العصب السنخي السفلي هو فرع من العصب الفكي السفلي، وهو القسم الثالث من العصب الثلاثي التوائم. يحاول هذا الإجراء تخدير العصب السنخي السفلي قبل دخوله ثقبة الفك السفلية على سطح الفرع الفكي السفلي.[بحاجة لمصدر]

## أعراض التخدير
يؤدي التخدير بالقرب من ثقب الفك السفلي إلى انسداد العصب السنخي السفلي والعصب اللساني القريب عن طريق الانتشار (بما في ذلك تزويد اللسان). هذا يجعل المرضى يفقدون الإحساس في:
- أسنانهم الفكية على جانب واحد (عن طريق إحصار العصب السنخي السفلي).
- الشفة السفلى والذقن على جانب واحد (عن طريق كتلة العصب الذقني).
- وأجزاء من لسانهم وأنسجة اللثة اللسانية على جانب واحد باستثناء جانب الخد من أضراس الفك السفلي (عبر كتلة العصب اللساني)، ستُخَدًّر كتلة الشدق هذه المنطقة اللاحقة من الأنسجة.

## طرق الحقن
هناك عدد من التقنيات التي يشيع استخدامها لتحقيق تخدير العصب السنخي السفلي. تتضمن التقنيات الأكثر استخدامًا محاولة إحصار جزء كامل من العصب السنخي السفلي: